# 事大主義
事大主義（じだいしゅぎ）とは、明確な信念がなく、風潮への迎合により、自己実現を目指す行動様式である。東アジアでは外交政策の方針として用いられたこともある。
事大とは、大に事（）えること…強い勢力に付き従う事を意味し、その語源は『孟子』の「以小事大」（＝小を以って大に事える）の一節にある。孟子では、中国の戦国時代の諸国群雄割拠において、越が呉に仕えた例を挙げている。つまり「小国のしたたかな外交政策（知恵）」というのが本来の意味であったが、漢代以降、中国では冊封体制すなわち周辺諸国にとっての事大朝貢体制が築かれることになる。こういった背景から中国（中原）への事大主義と小中華思想は複雑な緊張・影響関係を保った。

## 朝鮮

### 百済
538年、百済は泗沘に遷都し、中央集権国家の完成と中国南朝文化を直写した新都の造営を目指して梁へ朝貢する。百済聖王代は、524年、534年、541年、549年に梁へ朝貢したが、541年の朝貢を『梁書』は、「累りに使を遣して万物を献じ、並に涅槃などの経義、毛詩博士、並に工匠、画師などを請ふ。勅して並に之を給ふ」と記録している。百済の梁への朝貢は、仏教、儒教をはじめとする南朝文化の総合的摂取を目指していた。さらに百済は、梁に「講礼博士」、すなわち『礼記』の学者の派遣と「五経博士」の派遣をも要請していた。梁の武帝の仏教思想の中心は、般若経と涅槃経であるが、最も深く傾倒したのは涅槃仏性であり、それは、中国江南で盛んだった涅槃学派の影響をうけており、529年の武帝の捨身では、同泰寺で涅槃経を講じた。したがって、百済が「涅槃等の経義」の下賜を梁に申請したことは、南朝仏教の動向を的確に把握した武帝の思想をみきわめた措置である。それは、百済の首都に寺院を建立し、梁の年号「大通」をとって大通寺と名づけたことと共通する、百済聖王の事大主義を感じ取ることができる。

### 高麗王朝
モンゴル帝国の高麗支配時に忠烈王がモンゴル皇帝に陳情した書面では、高麗は「海外の小邦」であり、有史以来、必ず「事大の礼」を行って臣事し、大国に対して常に「朝貢の礼」を行ってきたことが力説されている。

### 朝鮮王朝

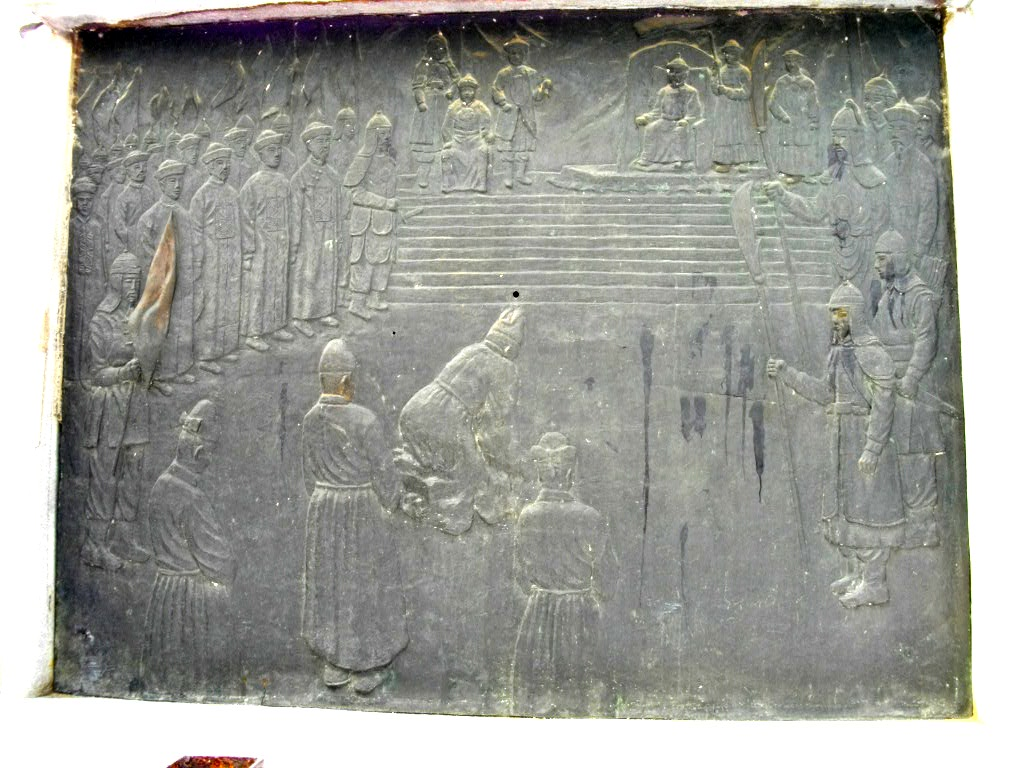
ホンタイジに土下座する仁祖
これ以降、朝鮮は事大先を清朝に変更することになった。

冊封体制による外交を「事大外交」と呼ぶ場合があり、この意味では新羅・高麗・李朝など新羅以降の朝鮮半島に生まれた王朝の多くは、中国大陸の中原を制した統一国家に対して事大してきたことになる。しかし中国王朝へ朝貢しつつも、新羅や高麗は中国王朝との対決や独自の皇帝号の使用なども行い、硬軟織り交ぜた対中政策を取った。しかし李朝の場合、その政策は『事大交隣』といわれ、事大主義が外交方針として強いものだったとされる。李朝を開いた李成桂は、威化島回軍（1388年）の際に「小をもって大に事（つか）ふるは保国の道」と唱えて明との開戦を決定した当時の高麗政権を倒し、明王朝を開いた朱元璋もこれに応えて李朝建国直後の1392年に「声教自ら由らしむ」ことを条件に独立を保証する事を約した。
李成桂は1392年、明が冊封した高麗王の禑王、昌王と恭譲王を廃位して高麗王位を簒奪して高麗王を称した後、すぐに明に使節を送り、権知高麗国事としての地位を認められたが、洪武帝は王朝が交代したことで、国号を変更するよう命じた。これをうけた李成桂は、重臣達と共に国号変更を計画し、朝鮮と和寧の二つの候補を準備し、洪武帝に選んでもらった。和寧は李成桂の出身地の名であったが、北元の本拠地カラコルムの別名でもあったので、洪武帝は、前漢の武帝に滅ぼされた衛氏朝鮮の名前であり、平壌付近の古名である朝鮮を選んだ。国号を洪武帝に選んでもらったことは、事大主義を象徴していると揶揄されるが（例えば黄文雄は、「李朝の太祖・李成桂は、『易姓革命』によって高麗朝を簒奪した事実と実権支配の獲得を明の太祖に認知させるため、国家主権を明に売り渡し、明の属国と決め込んだ。朝鮮の国号と王位を明によって下賜されるかたちをとったのである」と述べている）、新王朝が擬定した朝鮮の国号は、朝鮮初である檀君朝鮮と朝鮮で民を教化した箕子朝鮮を継承する意図があり、首都が漢陽に置かれたのは、檀君朝鮮と箕子朝鮮の舞台であるためである。新王朝は、檀君と箕子を直結させることにより、正統性の拠り所にする意図を持っていた。朝鮮という国名は、殷の賢人箕子が、周の武王によって朝鮮に封ぜられた故事に基づく由緒ある中国的な呼称であるため、洪武帝は、新王朝が箕子の伝統を継承する「忠実な属国」となり、自らは箕子を朝鮮に封じた周の武王のような賢君になりたいと祈念した。従って、中国への事大主義を国是とする新王朝が、周の武王が朝鮮に封じた箕子の継承を意図する朝鮮の国号を奏請したことは適切であった。
韓国人学者である鄭容和は、李氏朝鮮の建国者たちが東周を建設し、中原の大中華に次ぐ一つの小中華を建立するという「ある種の意志」があったことを指摘しており、これについて東北師範大学副学長の韓東育は、「（周（東周）の武王によって箕子は朝鮮に封ぜられたが、その東周を建設し、中原の大中華に次ぐ一つの小中華を建立するという意志が李氏朝鮮の建国者たちにあったという）こうした事実は、なぜ朝鮮が積極的に中華秩序、すなわち中国を中心とした世界秩序に参与したのかを理解させる重要な鍵となる。したがって、朝鮮は『檀君朝鮮』ではなく『箕子朝鮮』を根拠として、当時の文明基準であった中華文明秩序の関係の中において文明国家としてのプライドを表現しようとした。すなわち、朝鮮は中国との同質化を通じて周辺国家との格差を浮き彫りにし、朝鮮の東アジア文明共同体内における地位を高めようとしたのである。こうした理由によって、朝鮮国家の根本大法である『経国大典』「礼典」の中に事大的内容を付け加え、それを国内法のシステムとして実際に運用した。朝鮮の為政者たちは、事大表現として朝貢は理の当然なることを認め、『小国の大国に侍奉するは、まさに朝聘と貢献の儀礼を保持すべし』『朝貢は臣下の応に做すべきの事なり』と述べている」と評している。
16世紀に朱子学の系統化が進むと、事大の姿勢はより強化されていく事になる。つまり、冊封体制を明確に君臣関係と捉え、大義名分論を基に「事大は君臣の分、時勢に関わらず誠をつくすのみ」と、本来保国の手段に過ぎなかった事大政策それ自体が目的化されるようになる。朝鮮燕行使だった趙憲は、時の明の皇帝万暦帝より謁見を賜る栄誉を受け、大明帝国の一員（冊封国）として世界秩序に参画していることに感激し、三跪九叩頭しながら喜びの涙を流すまでになった。またこうした影響は李朝の内政面にも表れ、明人であればたとえ海賊であったとしても処刑することは出来ず、明へ丁重に輸送しなければならなかった。そのため、後期倭寇と直接対峙した地方の武将達は戦闘のさ中に日本人と明人の判別をつけるという難題に晒され、明人を殺害したとして処罰される者すら存在した。
こうした姿勢は、李朝末期においてもなお継続され、清皇帝を天子として事大することを名目として、近代化に反対する勢力が存在し、彼等は事大党などと呼ばれた。対して近代化論者には欧米中心の世界認識と伝統的小中華思想を結合させ、清朝を侮蔑したものも多かった。黄文雄は、「朝鮮が清国の属国であったことは、『万国公法』（国際法）や当時の清と李朝朝鮮の政治・軍事・外交関係の現実に照らし合わせれば明らかな国際常識だった」として、「李朝朝鮮の末期に登場した開化派は、清への事大をやめて独立を獲得しようとしたため、事大派（属国派）に対抗する「独立派」と称されていたことも忘れてはならない」と評している。
李朝は建国時から明王朝に対する事大主義を堅持したが、1637年の丙子の乱の際、仁祖が漢江南岸の三田洞にある清王朝軍本営に出向き、ホンタイジが天子であることを三跪九叩頭の礼によって認めることを、臣下の面前で屈辱的におこない、臣従を誓わせられ、屈辱的な三田渡の盟約を余儀なくされると、事大主義の基本が揺らぐようになる。朝鮮では、清王朝が支配する中国はもはや中華文明が消滅した「腥穢讐域（生臭く汚れた仇敵の地）」であり、大中華である明王朝が消滅したことにより、地上に存在する中華は朝鮮のみとみて、朝鮮の両班は自国を「小華」「小中華」と自称し、中華文明の正統継承者は朝鮮であるという強い誇りをもつようになる。このような認識は、孝宗の意により宋時烈が推進した北伐計画が誕生するなどしたが、歳月とともに弱体化する。このような状況に危機感を覚えた正祖は、1800年に明王朝皇帝毅宗の慰霊祭をおこない、明王朝皇帝の歴代の事績と「丙子胡乱」のときに、朝鮮の宗主国である明王朝が朝鮮に施した恩恵を祈念して李義駿に『尊周彙編』の編纂を命じた。
李朝の事大主義は伝統的な華夷秩序で合理化された。李朝における華夷秩序は、自らを中華に並ぶ文明国とする一方で、政治的には明に事大する臣下と位置づけていた。17世紀、女真族の清朝が漢族の明朝に取って代わり中原支配を確立させると、李朝の儒者たちはそれまで夷狄、禽獣と蔑んできた女真族に中華を継承する資格を認めず、李朝こそが唯一の中華文明の継承者だと自負する一方、現実には清朝に抗い難く、丙子の乱により仁祖は三跪九叩頭の礼をもって清への臣従を誓わされることになる。丙子の乱の際、清朝を蛮夷だとして、最後まで主戦論を主張し、降参後、斥和臣として捕えられ、瀋陽で処刑された洪翼漢の『尊周彙編』には「列聖相承，世藩職修，事大一心（先祖代々から中華の藩屏として仕え、強大な主君に一意専心仕えるのみ）」とある。
李朝の事大主義の実際の要因としては高句麗滅亡後には朝鮮半島の諸国家には中原に覇を唱える中華帝国や満州・蒙古の遊牧帝国に対し軍事的に防戦できず、また高麗の元への降伏以降は朝鮮独自の皇帝号の使用が厳しく中華帝国から監視されるようになったため、事大主義を安全保障上も取らざるを得なかったことなどがあげられている。李朝末期には政変が起きるたびに、清、ロシア帝国、大日本帝国、アメリカ合衆国など、さまざまな国家に事大先を変え、国内の統一が取れなくなり、ついには大日本帝国との併合を余儀なくされることとなった。

### 韓国における評価
韓国においては、高宗や閔妃の事大先を次々に変えた行動を、朝鮮の独立を守るためであったと評価しているが、李朝末期はすでに独立国と呼べるような状態ではなく、崔基鎬や呉善花らのように、それを場当たり的な対応に過ぎないと評する研究者もある。
韓国の朴正煕元大統領は自著『国家・民族・私』で、「我が半万年の歴史は、一言で言って退嬰と粗雑と沈滞の連鎖史であった」「姑息、怠惰、安逸、日和見主義に示される小児病的な封建社会の一つの縮図に過ぎない」「わが民族史を考察してみると情けないというほかない」「われわれが真に一大民族の中興を期するなら、まずどんなことがあっても、この歴史を改新しなければならない。このあらゆる悪の倉庫のようなわが歴史は、むしろ燃やして然るべきである」と述べている。朴は朝鮮史における事大主義と属国性を自覚し、自著『韓民族の進むべき道』で韓国人の「自律精神の欠如」「民族愛の欠如」「開拓精神の欠如」「退廃した国民道徳」「怠惰と不労働所得観念」「企業心の不足」「悪性利己主義」「名誉観念の欠如」「健全な批判精神の欠如」を批判し、「民族の悪い遺産」の一つとして事大主義を挙げ批判している。
浜田耕策は、「朝鮮の歴史は、中国諸王朝にたいする事大性や、南北から頻りに侵略を蒙った面を強調する史観にややもすると陥るが、これでは朝鮮史を見る視点が固定化してしまうこと、また、渤海史とこれに先行する高句麗、扶余など東北アジアの諸民族の歴史を視野においた視角から朝鮮史を再構成すべきことを李（李佑成、朝鮮語: 이우성、成均館大学）論文から教わったのである」と述べている。
大原志麻は、韓流時代劇を評するなかで、「朝鮮は、東アジアの外交関係の一つの特徴である事大外交をとってきたが、それは文化の先進国である中国に尊敬を表すもので、『文化水準の遅れた』蒙古、女真、日本には自尊心を打ち出した。その中でもとりわけ蒙古は一貫して、高貴な朝鮮人と対比的に野蛮そのものと描かれている。『武人時代』では、李成桂が女真族であることは影をひそめ、李義方の六世孫であることが強調されている」と指摘している。
屋山太郎は、「朴氏は政治、経済を通じて中国にのめり込み、米国に行って日本の悪口を並べ立てた。まさに、大衆迎合の政治を繰り広げているが、この姿こそが千年にわたる朝鮮の歴史への回帰である。韓国に染み渡っているのは儒教思想である。日本にも儒教思想はあるが、仏教の平等思想で中和されて、それほど浸透していない。韓国の儒教は徹底して上下関係にこだわる事大主義である。大きいものには従うということだから、中国、米国には従う。日本は、中華思想からみて下の位置にいなければならないのである」と指摘している。
宮脇淳子は、「初めて朝鮮半島の人々に民族意識が芽生えたのは、彼らは認めたくないとしても、1910年の日韓併合以降です。日本文化が急激に入ってくることで日本人との違いを知り、自分たちのアイデンティティが生まれました。それまで彼らはずっと、シナを仰ぎ見る事大主義、小中華主義の中で、何の疑いもなくシナ文明の範疇のもとで生きてきました。異分子である日本という鏡を得て、初めて『朝鮮民族』が生まれたのです。筑波大大学院教授・古田博司先生は、さらに韓国が『島化』したことを指摘しています。日韓併合でシナからもぎ取られていきなり近代に放り込まれ、日本の敗戦後は38度線で分断されて島になった。その島では、中国の属国だったという記憶が風化して民族主義が台頭しますが、もともとシナと一体化していた地域が、急に国民国家になろうと思ったら歴史を改竄するしか方法がない。もともと自律性があって自分たち独自の文化に正統性があるというようなウソをつくり上げるしかないとおっしゃっています。その意味では、今、韓国は歴史ドラマという手段で、新たな建国神話をつくり上げている最中だといえるのかもしれません」と指摘している。

### 北朝鮮における評価
李朝時代、朝鮮の歴史家の間で確立された見解は、朝鮮の起源を中国の難民にさかのぼり、朝鮮の歴史を中国とつながる王朝の長い連続だと考えた。殷からの難民の箕子朝鮮と新羅（新羅の前身の辰韓は秦からの難民）はこのように価値づけられ、檀君朝鮮と高句麗は重要だとは考えられなかった。この見解によると、箕子が朝鮮半島に詩、音楽、医学、貿易、政治システムを持って来た物語は、トロイの難民アイネイアースによるローマ建国と同様に考えられていた。しかし1930年代に、申采浩の影響を受けたナショナリズムの高揚から、中国の箕子朝鮮の建国物語より、檀君朝鮮の建国物語の方が重要視されるようになり、朝鮮では自国文化尊重ということから、民族文化を形成する檀君朝鮮がだんだん有利となる。申采浩にとって、箕子朝鮮の否認は朝鮮史の自主性を確立し、事大主義を否定するうえで不可欠のことであった。現在、箕子朝鮮の歴史は「封建的支配階級、事大主義者、大国至上主義者によって、不道徳に歪められた」と主張する北朝鮮の歴史家によって攻撃され続けており、1959年に箕子朝鮮を「封建的支配階級の事大主義の産物であり、朝鮮民族への侮辱」と看做す金日成内閣首相の指示によって平壌の箕子陵は破壊され、跡地は凱旋青年公園となった。
北朝鮮においても、金日成内閣首相（当時）は、朝鮮における事大主義は封建統治者のみならず、朝鮮革命運動家にも蔓延しているとし、その例として「朝鮮共産党の承認取消問題」を挙げている。彼らは派閥抗争を繰り返し、それぞれがコミンテルンに事大し、自派の正統性を主張したことで、結局は承認を取り消される憂き目にあったとし、朝鮮革命運動を成就させるには「主体」を打ち立てなければならないとした。北朝鮮の公式イデオロギーである主体思想の名称は、「事大主義の克服」という意味が込められている。
黄文雄は、「それでも半島として『事大（弱国が強国に仕える）』せざるをえない宿命がある。それは単に地政学的宿命だけでなく、精神構造的なしくみでもある。だから韓国人もつらいのだなと同情もする。確実に『事大』は唐以来、1000余年にわたり半島の精神伝統となり、さだめでもある。もちろん時代によってもその強弱の程度はちがう。たとえば、高麗朝よりも李朝のほうが強く、しかも徹底的である。かりに亡国しても大中華への忠は決して捨てないという徹底ぶりであった。明から清へと、牛から馬へ乗り換える際、朝鮮の朱子学者は死忠を頑なに守り通すことが『美徳』とまで説いた。中華帝国への朝貢国家の中で、朝鮮が『下国の下国』ともっとも蔑視されてきたことは、尹昕の『渓陰漫筆』に描かれている。それでも『事大一心』を守りきってきたことは、ほめてあげてもよいだろう。だが、『事大』をめぐる南北の差も大きい。たとえば、北のほうは高句麗時代以来の隋唐への強い抵抗と長い独自の歴史があった。現在の北朝鮮は『事大』よりもチュチェを強調し、『独立自尊』の気風も強い。だが、チュチュを強調しすぎると北朝鮮のように孤立してしまうという半島としてのさだめもある。もちろん事大の相手をどう選ぶかによっても、その国の運命が決められる。戦後、日米を選んだのが今日の韓国のさだめ、中ソを選んだのが北朝鮮のさだめとなる。それが朝鮮事大史の歩みから生まれた歴史的産物としての国家の運命ともいえよう。そのような長い歴史の流れからも、その精神構造を採ることがで きる。…事大の反面は『弱者いじめ』である。強者を恐れるあまり、そのうらみつらみから逆に徹底的に弱者いじめをする。この韓国人の民族性をよく知っている中国人は、韓国人に対して徹底的に高圧的な統治を行ない、効果を上げたのだ。相手を『復仇を断念させるまで、徹底的に弾圧』するというマキャベリの主張と同じ理論の『韓非子』の教えを、中国はすでに2000年余り前から実践してきたので、韓国人は『大国人』に対しては1000年以上も前にすでに抵抗をあきらめている」と評している。

## 日本
日本には、中国諸王朝の冊封体制下に入り、これを政策的に利用しようとした歴史がある。
「後漢書」によると建武中元2年（57年）、博多湾沿岸に所在したと見られる倭奴国の首長が、後漢の光武帝から倭奴国王に冊封されて金印（委奴国王印）の賜与を受けており、また倭国王の帥升が永初元年（107年）に生口を献じてきたとする記述がある。この朝貢は5世紀末頃まで断続的に行われた。この時期の倭国王（倭の五王）は、中国史書に名が見える者が、讃、珍、済、興、武という5名おり、これら五王は4世紀後期から朝鮮半島南部の伽耶諸国群へ資源・利権獲得のために介入しようとしたため、その地の冊封を受け大義名分を得ようとしたものと考えられている。
室町幕府の3代将軍足利義満は九州の商人・肥富なる者から対明貿易が莫大な利益を生むことを伝聞した。だが明は華夷思想のイデオロギーから、朝貢を建前とする貿易のみ認る。義満は1401年5月13日、肥富と仏僧・祖阿を明に派遣し、国交を申し入れた。明の使者は翌1402年8月3日に来日し、義満の申請を聞き届ける旨の国書を手交し、ここにいわゆる勘合貿易が開始された。明の使者が携える国書には「爾日本国王源道義」即ち、義満を明の冊封国の王として認めるという意味の表記があった。対して義満は、明への国書に明帝の臣下という意味の「臣源」と記した。義満の国内での権力の確立には潤沢な資金を要する。故に莫大な利益を上げる対明貿易を継続する上で、冊封体制下に下ることは必要不可欠であり、義満は名を捨て利を取ったものと言える。当時これには幕府内部にも批判があったが、義満の権勢の前では公の発言ができず、各々の日記などに記すのみであった。義満の死後、こうした批判は表に現れ、勘合貿易はいったん廃止されるも、6代将軍・足利義教がのちに再開する。
一方で、日本には中国を中心とする事大的世界観への拒否反応も強く、倭王（一般に筆者は聖徳太子とされる）から隋の煬帝に宛てた国書の書き出し「日出處天子致書日沒處天子無恙云云」は対等外交を明確にしたものとして有名であるが、煬帝は中華的世界観と相容れないこの文面に立腹したと伝えられる。
また第1次朝鮮出兵（文禄の役）の講和交渉で、豊臣秀吉は文禄5年（1596年）9月、来朝した明の使節と会見した。秀吉は明の降伏の報告を事前に受けるも、それは虚偽の報告であり、実際の明の使節の国書の内容は秀吉を「日本王と認め、朝貢を許す」といったものであった。秀吉はこれを日本を属国視するものとし、かえって激怒し、使者を追い返して朝鮮への再度出兵を決定した。
江戸期の複数の笑話本に、儒学者が四谷から新宿（当時は田舎であった）に引越し、なぜわざわざ不便な土地へ引っ越すのかと聞かれ「唐に三里近いからだ」とまじめに答えたという小咄が記載されている。これは笑話としての創作であるが、当時の儒学者が唐を孔子の本国として偶像視する傾向が風刺されるという当時の社会的風潮を伝えている。

## 琉球王国・沖縄県

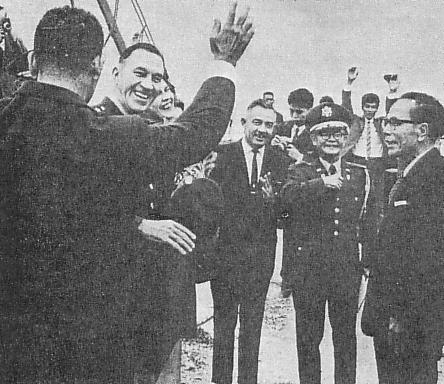
米国民政府のアンガー高等弁務官に万歳三唱する琉球人

琉球王国では明・清両王朝から冊封を受けていたことから、日本本土よりは事大主義の影響が強かった。朝鮮よりも更に小国であるため、自前の兵力だけで他国の侵略を防ぐのが困難だったからである。
守礼門の扁額「守禮之邦」とは、「中華皇帝に対して臣従の礼を守っている国（邦）」を意味しており、琉球事大主義を具現化した言葉であった。つまり守礼門とは、朝鮮の迎恩門に相当する門だったのである。琉球国王とその家臣は首里城にて三跪九叩頭の礼を冊封使に対して行った。
琉球王国は、明治政府によって沖縄県が設置され、大日本帝国に併合されたが、更にその後の沖縄戦によって、「大日本帝国よりも更に強いアメリカ合衆国」を身を以って見せ付けられたことで、沖縄の事大主義は一つの転機を迎えた。
戦後、収容所に入れられていた住民らが帰還した際、那覇市にあった山下町が、山下奉文陸軍大将を想起させるということからペリー区に改称するなど、占領当局に迎合した改名が行われた。
そして1960年より米国民政府によって「高等弁務官資金」が設けられた。これは、高等弁務官の自由裁量で管内の市町村に資金を投入するというものであった。市町村の首長は高等弁務官に取り入るべく「琉米親善委員会」を組織し、米国民政府が推奨する「琉米親善」を演出した。高等弁務官の地方視察は、さながら君主の行幸の観を呈し、中には「高等弁務官閣下」に万歳三唱する者も出た。
また大宜味朝徳のように、戦前は大日本帝国の御稜威を喧伝して南進論を鼓舞し、戦後は一転して米国民政府の威光を借りてアメリカの協力の下に「琉球独立」を訴えるなど、常に「宗主国」の意に沿った主張を展開する政治家もいた。
一方、前述の朴正煕大統領の批判のように、琉球王国及び沖縄県・琉球独立運動における事大主義についても、厳しく批判している者もいる。
『新講沖縄一千年史』を著した新屋敷幸繁は、第二尚氏王統への易姓革命が行われたときに毛興文（安里大親）が叫んだ「物呉いゆすど我御主、内間御鎖ど我御主（物をくれる方こそ我らが主君、内間御鎖（後の尚円）殿こそが我らが主君）」は、実力者に迎合し、利権に群がり、人権を無視した行為を正当化したスローガンに他ならない、と厳しい筆誅を加えている。
沖縄学の大家伊波普猷も、自著『古琉球』で沖縄人の欠点として「事大主義」「忘恩気質」を挙げ、他府県人から侮られるのは、言語風俗が異なるからではなく、このような県民性であるからだとし、「彼ら（沖縄人）は自分らの利益のためには友を売る、師も売る、場合によっては国も売る」「沖縄人は市民としても人類としても極々つまらない者である」と強く批判している。
しかしアメリカも、沖縄の日本への帰属意識を削ぐことはできず、アメリカへの事大主義は長く続かず、1950年代には本土復帰運動が始まり、1970年に米軍兵士による不祥事（交通事故）が立て続けに起こったことでピークに達した。コザ暴動が発生するとアメリカに琉球を分離しておくことは不可能と考えさせ、1972年に沖縄返還・日本に復帰した。

### 「琉球」呼称の拒絶感情
「琉球」という呼称は、自称の「ウチナー」や明治以降の「沖縄」とは異なり、明・清両王朝や米国から与えられた（呼ばれた）国名（地域名）であって、外来勢力に対する事大主義を象徴する呼称であるという主張があり、特に復帰直後はそれに対する拒絶感情が強く、王国時代に育まれ「琉球文化」と呼ばれたものについても、「沖縄文化」と言い換える例があったという。